# Neocrepidodera springeri
Neocrepidodera springeri es una especie de insecto coleóptero de la familia Chrysomelidae. Fue descrita científicamente en 1923 por Heikertinger.